# Клунище
Клунище — гідрологічний заказник місцевого значення. Об'єкт розташований на території Малинського району Житомирської області, ДП «Малинське ЛГ», Слобідське лісництво, кв. 7, вид. 2, 5; кв. 8, вид. 8; кв. 9, вид. 1.
Площа — 63 га, статус отриманий у 1982 році.